# Federico Castelluccio
Federico Castelluccio (Napoli, 29 aprile 1964) è un attore e regista italiano naturalizzato statunitense.
Nato in Italia, nel 1968 si è trasferito con la famiglia a Paterson, New Jersey. È noto soprattutto per aver recitato nella serie televisiva I Soprano nel ruolo di Furio Giunta.

## Filmografia parziale

### Cinema
- 18 Shades of Dust, regia di Danny Aiello III (2001)
- Made - Due imbroglioni a New York (Made), regia di Jon Favreau (2001)
- Fire, regia di Aleta Chappelle (2002)
- Guida per riconoscere i tuoi santi (A Guide to Recognizing Your Saints), regia di Dito Montiel (2006)
- El Cantante, regia di Leon Ichaso (2006)
- Lucky Days, regia di Angelica Page e Tony Torn (2008)
- La Pantera Rosa 2 (The Pink Panther 2),  regia di Harald Zwart (2009)
- Una sposa in affitto (The Decoy Bride), regia di Sheree Folkson (2011)
- The Orphan Killer, regia di Matt Farnsworth (2011)
- Brutal, regia di Kamal Ahmed (2012)
- Aftermath, regia di Thomas Farone (2013)
- The Brooklyn Banker, regia di Federico Castelluccio (2016)

### Televisione
- Destini – soap opera, 4 episodi (1991-1996)
- I Soprano – serie TV, 28 episodi (2000-2002)
- Dragon Dinasty, regia di Matt Codd – film TV (2006)
- Law & Order: Criminal Intent (Criminal Intent) – serie TV, episodio 7x12 (2006)

## Doppiatori italiani
- Christian Iansante in I Soprano
- Dimitri Riccio in Law & Order: Criminal Intent
- Antonio Palumbo in El Cantante
- Roberto Draghetti in Una sposa in affitto

## Curiosità
Fa una breve apparizione nel video musicale dei Nickelback: "Rockstar".